# 县里站
縣里站（朝鲜语：현리역；）曾为朝鲜半岛铁路金刚山线上的一个车站，位于江原道昌道郡昌道邑，已于1944年废止。

## 历史
- 1929年4月15日：开始使用。
- 1944年10月1日：停用本站。